# Östers Idrottsförening
Östers IF - conhecido como Öster - é um clube de futebol sueco localizado na cidade de Växjö.
 As cores de seu uniforme são o vermelho e o azul.

O Öster foi fundado em 1930, e foi campeão da Suécia em 1968, 1978, 1980 e 1981, assim como vencedor da Copa da Suécia em 1977.

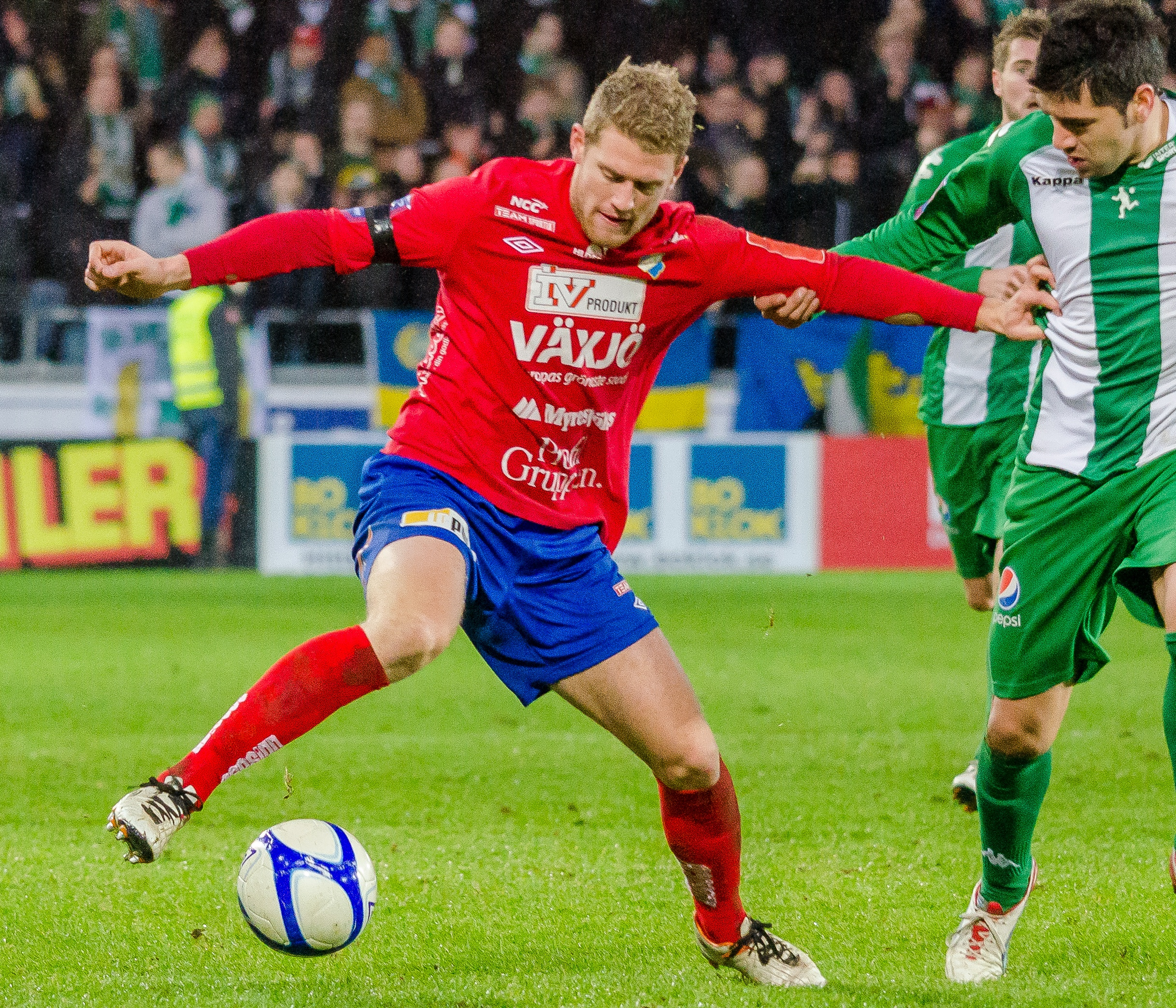
Öster contra Hammarby
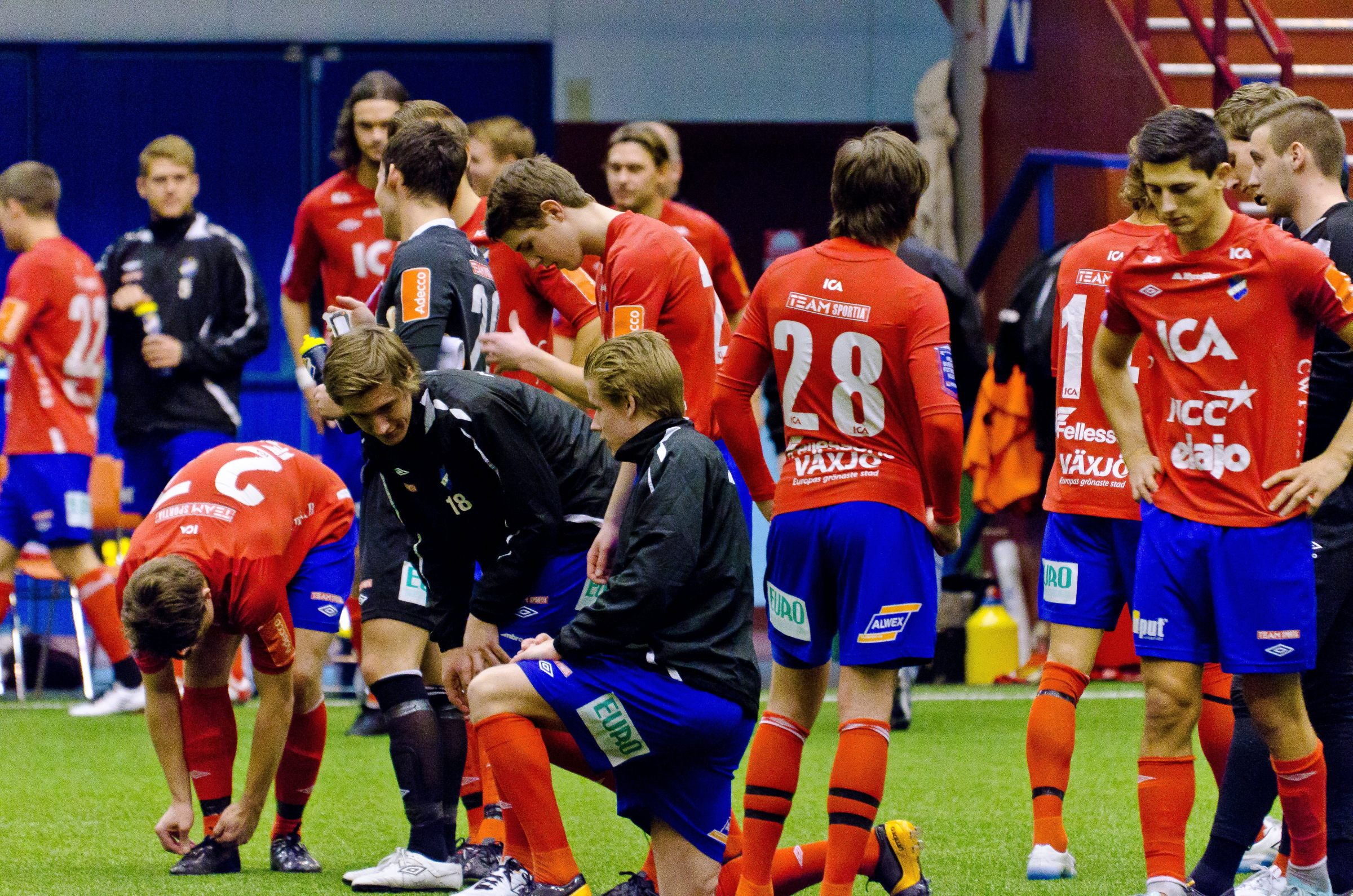
Preparando jogo contra a seleção do condado

Tem como arena própria o estádio Visma Arena, com capacidade para 12 000 pessoas.
A sua modalidade principal é o futebol, mas também teve relevo a prática de hóquei no gelo e bowling.                     

É um dos maiores clubes de futebol do país, tendo jogado 33 temporadas na divisão principal de futebol masculino e 16 na divião principal de futebol feminino. Venceu 4 vezes o Campeonato da Suécia (Allsvenskan) e 1 vez a Copa da Suécia (Svenska cupen). 

Atualmente (2025) disputa o Allsvenskan, a primeira divisão de futebol da Suécia.

## Títulos
Atualizado a 7 de janeiro de 2025
O Öster conquistou vários títulos durante a sua história desportiva:

- Campeonato Sueco (Allsvenskan) : 4

(1968, 1978, 1980, 1981).
- Campeonato Sueco - 2ª Divisão (Superettan) : 2

(2002, 2012 ).
- Copa da Suécia (Svenska Cupen ) : 1

(1977).

## Jogadores notáveis
- Tommy Svensson
- Thomas Ravelli
- Joachim Björklund
- Emil Krafth
- Anders Linderoth

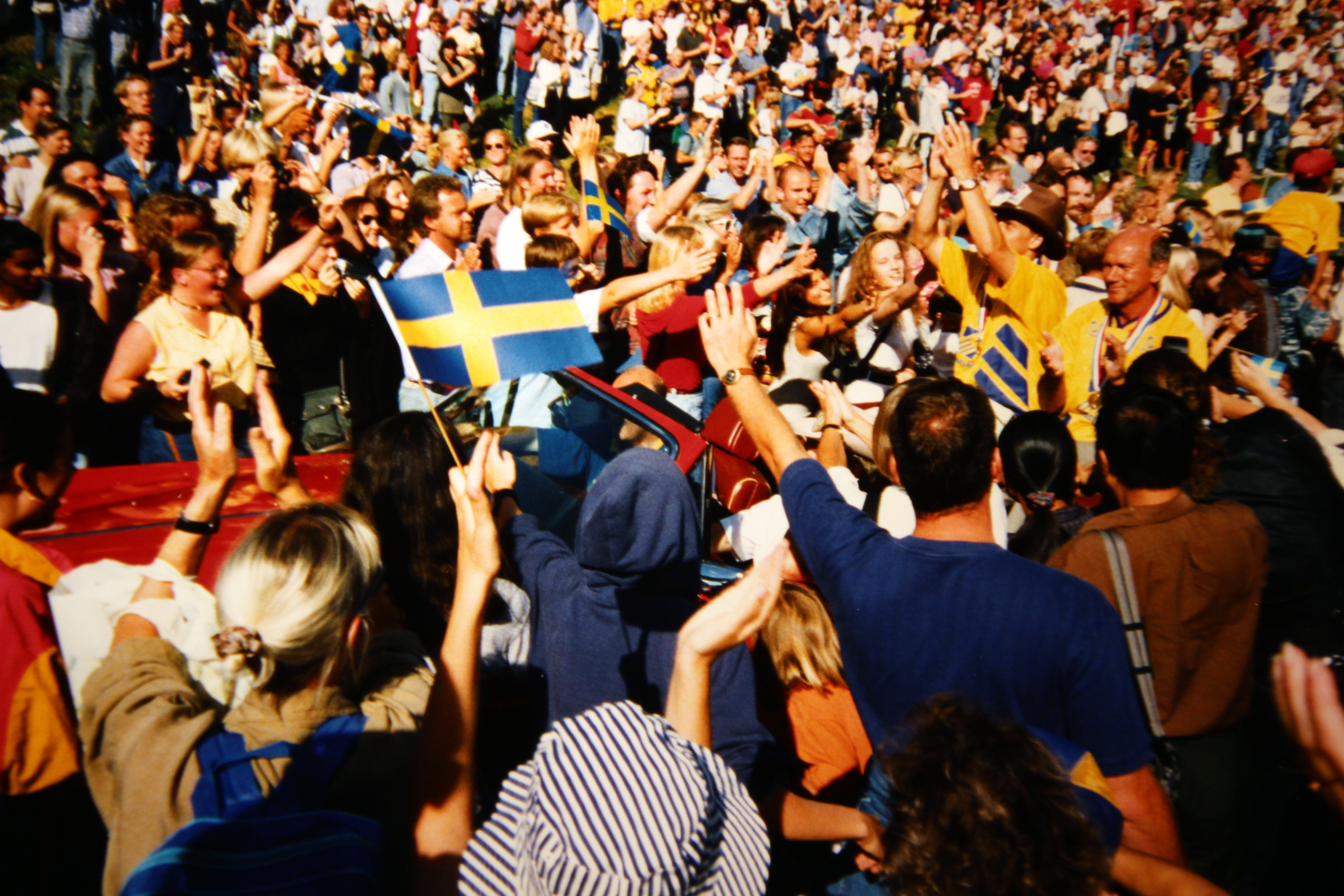
Tommy Svensson e a equipa sueca, aclamados por ocasião do Campeonato Mundial de 1994 em Estocolmo
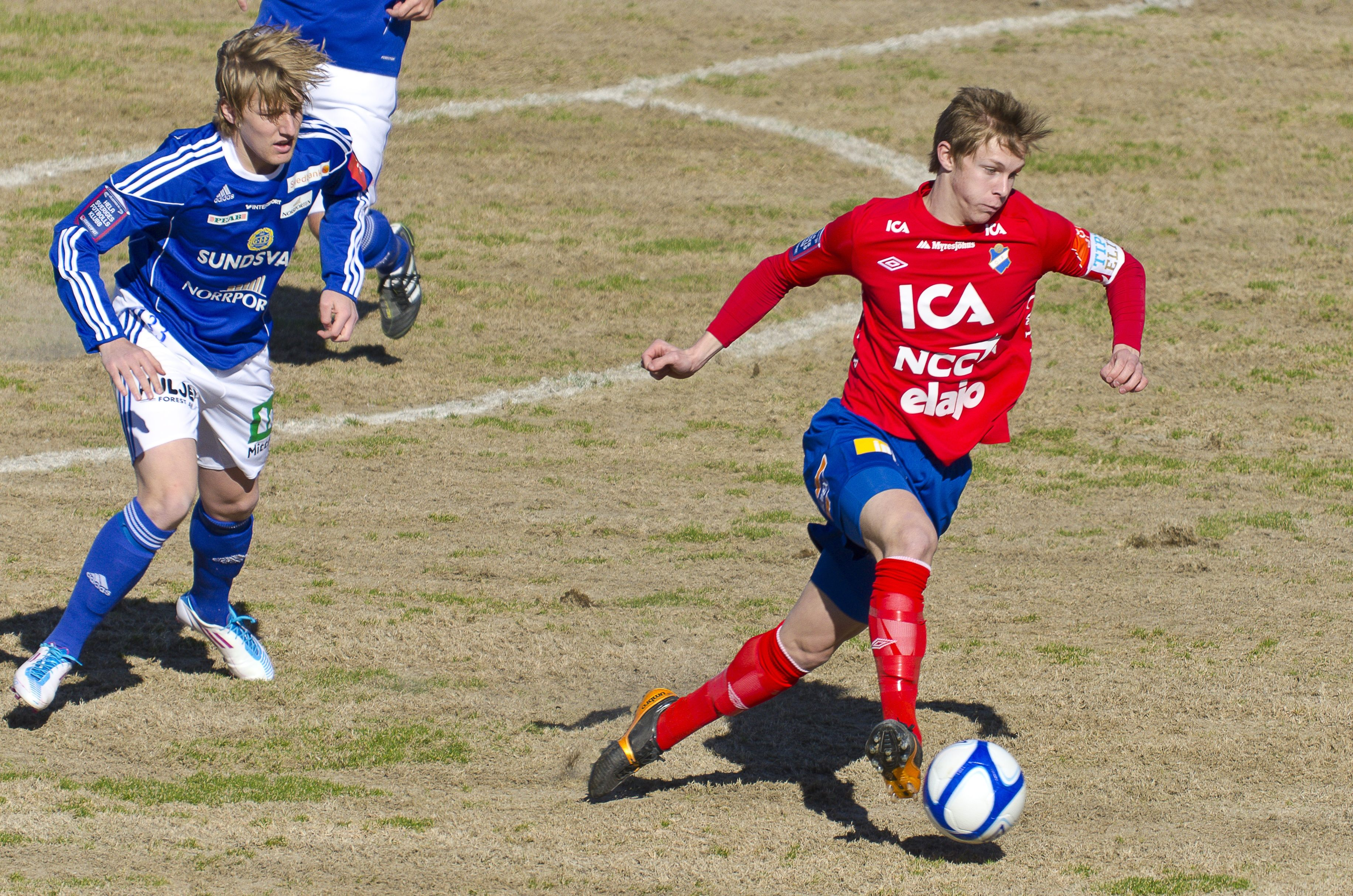
Emil Krafth em 2011 contra o Sundsvall